# Verjongingsrichting
De verjongingsrichting is de richting waarin een laag van sedimenten verjongt. Als de sedimenten afgezet worden, is de verjongingsrichting altijd van onderen naar boven. De oudste sedimenten liggen onderop en de jongste bovenop. In een plooi kunnen de sedimentlagen echter ook ondersteboven komen te staan. In dat geval is het overkiept.
De verjongingsrichting is op verschillende manieren vast te stellen. Hier gebruikt men top-bottom-criteria voor. Dit zijn structuren in formaties die aantonen in welke richting de formatie verjongt. De bekendste voorbeelden hiervan zijn: load cast, afsnijding en bioturbatie. Dit zijn sedimentaire structuren.
Load cast ontstaat wanneer de gesedimenteerde gesteenten veranderen van mudstone in zandsteen. Het zware pakket van zandsteen drukt dan op de modder die eronder ligt waardoor er "billen" in de onderliggende laag ontstaan. 
In het geval van afsnijding is er een oud sedimentpakket dat afgesneden wordt door een nieuwer pakket. Wanneer er dus afgesneden pakketten gevonden worden, weet men dat dat pakket wat afgesneden is, ouder is.
Bioturbatie is het doorgraven van een laag in het sediment door organismen. Wanneer er nog water op het sediment ligt, vindt de bioturbatie aan de oppervlakte van het pakket plaats. Als er bioturbatie gevonden wordt, betekent dit automatisch dat de bovenkant van het sedimentpakket gevonden is. Daaronder is het dus ouder.